# Emmy Lindhagen
Emelie (Emmy) Magdalena Lindhagen, född 27 september 1862, död 31 mars 1915, var en svensk sjuksköterska och föreningsorganisatör. Hon var dotter till Georg Lindhagen och Olga Struve (dotter till Friedrich Georg Wilhelm von Struve).
Lindhagen var verksam i hemmet fram till 32 års ålder och genomgick 1895-97 sjuksköterskeutbildning vid Sophiahemmet. Hon var avdelningssköterska 1897-98, ordinarie operationssköterska på Sophiahemmet 1898-1907 och var därefter översköterska på Serafimerlasarettets medicinavdelning fram till 1912, då hon fick pension på grund av sjukdom. Hon tog betydande del av den om- och tillbyggnad av Sophiahemmets operationsavdelning som genomfördes under sin tid där. Av denna anledning reste hon två gånger till Tyskland för att studera inredning av dylika avdelningar och sjukvård i allmänhet. Denna ombyggnad blev mönsterbildande för andra operationsavdelningar.
Lindhagen var från slutet 1908 ledamot av en interimsstyrelse (Bertha Wellin var ordförande) med syfte att bilda en förening med syfte att förbättra sjuksköterskeutbildningen och utveckla en kåranda. Detta ledde 1910 fram till bildandet av Svensk sjuksköterskeförening, vilken hon var ordförande från bildandet fram till sin död. I juni 1912 kallades hon att som sakkunnig ingå i en statlig kommitté med syfte att utreda kvinnlig sjukvårdspersonal och senare under året reste hon till Tyskland och Wien för att under sex veckor studera sjuksköterskeförhållanden. Hon deltog även i International Council of Nurses (ICN) kongress i Köln i augusti samma år. Där började man att planera nordiska sjuksköterskemöten, något som på grund av första världskrigets utbrott inte kunde förverkligas förrän 1920 som SSN - Sjuksköterskors Samarbete i Norden. Hon företog även studieresor i Storbritannien. 
Lindhagen är begravd på Norra begravningsplatsen utanför Stockholm.

### Webbkällor
- Emmy Lindhagen